# Liste des lignées de cannabis
Pour un article plus général, voir Cannabis.
 (septembre 2007).
Si vous disposez d'ouvrages ou d'articles de référence ou si vous connaissez des sites web de qualité traitant du thème abordé ici, merci de compléter l'article en donnant les références utiles à sa vérifiabilité et en les liant à la section « Notes et références ».

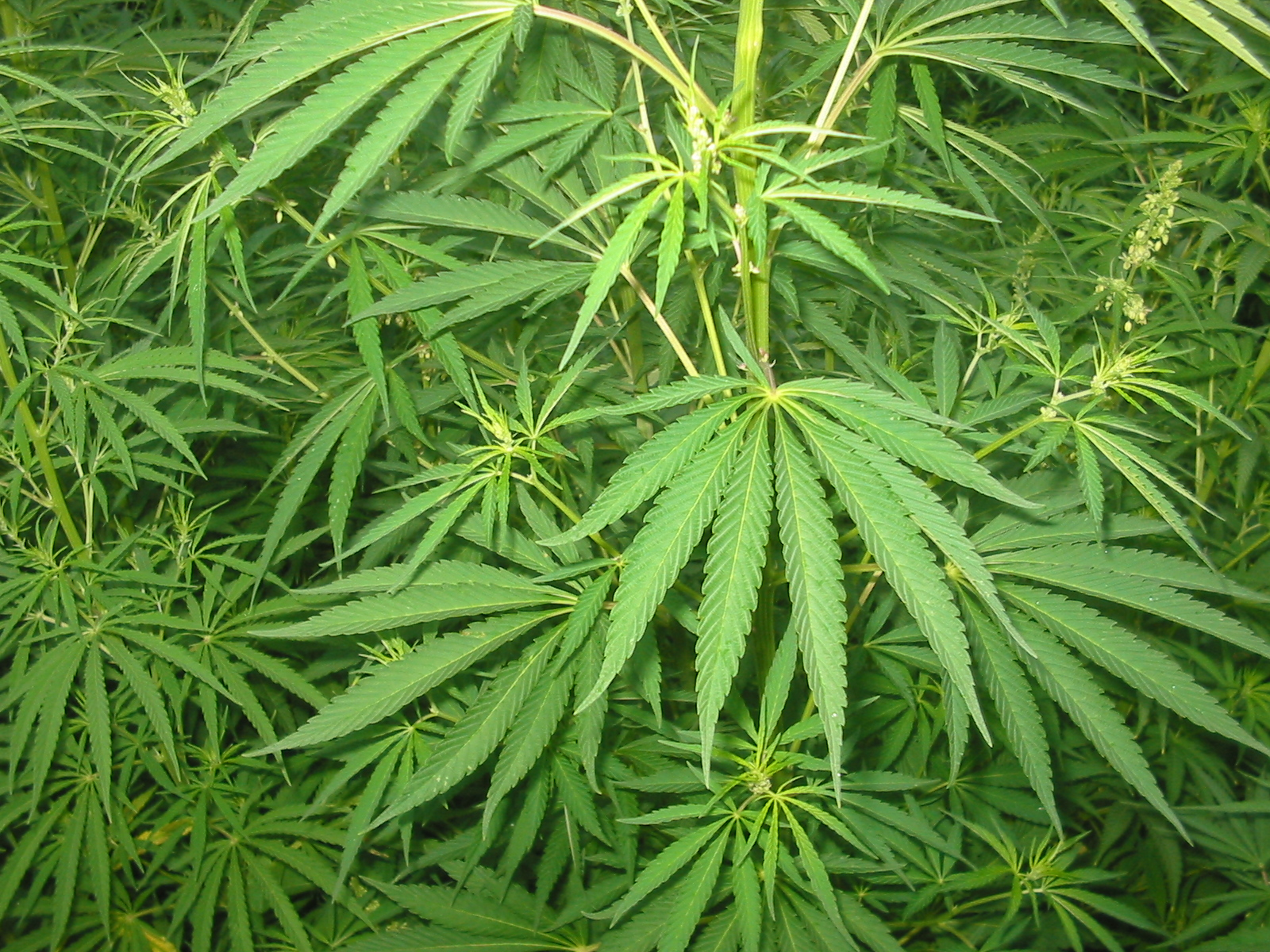
Cannabis

Cette liste des lignée notables de cannabis est organisée selon la pureté ou l'hybridation des lignées Cannabis sativa et Cannabis indica.
Les noms des plants sont pour la plupart originaires des Pays-Bas et sont généralement en anglais.

## Indica

### Variétés améliorées
- Afghani #1 (Sensi Seeds)
- Alaskan Matanuska Thunderfuck
- Ata Tundra(seedsman)
- Bella ciao (Tikiseedbank) [nlx]
- Big bud
- Black domina (sensi seeds)
- Black Russian
- Blaisus
- Butterscotch Hawaiian
- Early Girl (Sensi Seeds)
- El niño (Greenhouse seeds)
- G-SUS
- Guerilla gusto (ssb)
- Jean Guy (Qc)
- Kush (Ceres Seeds)
- Lemon Aid
- Lightstorm
- Mad Shad
- Manghani (Mango × Afghan)
- Mango
- MasterOp SexBanG
- Mazar (Dutch Passion)
- Mongolian
- Moroccan  (Ktama ya ktama) fes tbisla
- Mother of Mercy
- Newberry
- Northern Lights (Sensi Seeds)
- Oasis (select of NL)(dp)
- Orange bud
- papaya(ams)
- Phylus Tonic
- Purple Haze (wl)
- purple tops (dutch hemp)
- Romulan
- SdK pwns
- Sour Bubble (ahx1)
- whita satin( mandala)
- White rhino
- White rose (hqs)
- White Widow (Brazilian × South Indian)
- Ya Mami Pwns

### Variétés naturelles
- Afghan
- Arabe
- Chinois (Golden Triangle Akha)
- Iranien
- Libanais (Red Lebanese, Blond Lebanese)
- Marocain
- Nord indien
- Ouzbek (Taskenti)
- Pakistanais (Pakistan Chitral Kush)
- Tadjik (Pamir Gold)
- Turc

## Ruderalis

### Variétés améliorées
Le cannabis ruderalis est essentiellement utilisé pour réaliser des hybrides à floraison automatique
Le mot "Auto" a plusieurs synonymes "auto floraison" "auto fleurissante" "automatique", en anglais : "autoflower" "autoflowering" "automatic" en espagnol "autofloreciente"
- +Speed "Auto" (Sweet Seeds[1]) [ Crital Mass "Auto" x  phénotype Speed Devil #2 "Auto" ]
- "Auto" #1 (Auto Seeds[2])
- "Auto" 00 Cheese (00 Seeds Bank[3]) [ Cheese x Ruderalis ]
- "Auto" 00 Kush (00 Seeds Bank[3]) [ OG Kush x Ruderalis ]
- 2 Fast & 2 Vast "Auto" (Heavyweight Seeds[4]) [ Fast & Vast Auto x "Auto" Northern Lights ]
- "Auto" 4:20 (Biohazard Seeds[5]) [ Deimos "Auto" x Mazar ]
- 60 Day Lemon "Auto" (DNA Genetics[6]) [ Lemon Skunk x Ruderalis ]
- 60 Day Wonder "Auto" (DNA Genetics[6]) [ Williams Wonder x Ruderalis ]
- "Auto" 710 Cheese (710 Genetics[7]) [ UK Skunk x Afghani ]
- "Auto" 710 Diesel (710 Genetics[7]) [ 701 Diesel x Ruderalis ]
- Afghani #1 "Auto" (Sensi Seeds Bank[8])
- "Auto" Afghan Mass (00 Seeds Bank[3]) [ Critical Mass "Auto" x Génétiques Afghanes ]
- "Auto" Afghan Mass XXL (00 Seeds Bank[3]) [ Sélection d'Auto Afghan Mass ]
- Afghan Storm "Auto" (Greenbud Seeds[9]) [ Hash Plant x Skunk x Ruderalis ]
- AK-47 "Auto" (Amaranta Seeds[10])
- "Auto" AK 107 (710 Genetics[7]) [ AK-47 x UK Elite Clone ]
- AK-420 "Auto" (Zamnesia Seeds[11]) [ AK-420 x Ruderalis ]
- "Auto" AK (Female Seeds[12]) [ Pure AK x Lowryder ]
- "Auto" AK (Grass-O-Matic[13]) [ AK-47 x Lowryder ]
- "Auto" AK CBD (CBD Seeds[14])
- "Auto" AK Bio (Biological Seeds[15]) [ AK-47 x Ruderalis ]
- AK Skunk "Auto" (Kalashnikov Seeds[16]) [ Ak-Skunk x Ruderalis ]
- Amarant "Auto" (Amaranta Seeds[10])
- Amazing "Auto" (Absolute Cannabis Seeds[17])
- "Auto" Amnesia (Advanced Seeds[18]) [ Original Amnesia x Ruderalis ]
- "Auto" Amnesia CBD (CBD Seeds[14])
- Amnesia Bilbo "Auto" (Genehtik[19]) [ Amnesia Bilbo x Ruderalis ]
- "Auto" Amnesia Haze (Biological Seeds[15])
- Amnesia Haze "Auto" (Expert Seeds[20]) [ Amnesia Haze x Ruderalis ]
- Amnesia Haze "Auto" (Zamnesia Seeds[11]) [ Amnesia Haze x Ruderalis ]
- Amnesia Skunk "Auto" (Zamnesia Seeds[11]) [ Amnesia Haze x Skunk x Ruderalis ]
- Amnesia XXL "Auto" (Dinafem[21]) [ Original Amnesia x Original Amnesia "Auto" ]
- Amur Giant "Auto" (Kalashnikov Seeds[16]) [ Jack Here x Power Plant x Amur Ruderalis ]
- Autoblueberry (Expert Seeds[20]) [ Canadian Ruderalis x Blueberry ]
- Auto-Bomb (Green House Seeds[22]) [ Green-O-Matic x Big Bang "Auto" ]
- Autopilote XXL (Ministry of Cannabis[23]) [big Bud XXL x "Auto" ]
- Babushka Black "Auto" (Kalashnikov Seeds[16]) [ Crimea Ruderalis x Pakistan ]
- Baby Boom "Auto" (Kannabia[24]) [ Northern Lights x Blueberry x Ruderalis ]
- Baby Boom "Auto" CBD (Kannabia[24]) [ Blueberry x Northern Lights x Ruderalis ]
- Beast. (Genofarm[25]) [ AK-47 XXL "Auto" x Thunderhaze XL "Auto" ]
- "Auto Berry (G13 labs[26]) [ Blueberry x Canadian Ruderalis ]
- Berry Bomb "Auto" (Bomb Seeds[27]) [ Blueberry x Ruderalis ]
- Berry Ryder "Auto" (Auto Seeds[2]) [ Blueberry x "Auto" #1 ]
- Big Band Max "Auto" (Kannabia[24])
- Big Bang "Auto" (Green House Seeds[22]) [ Skunk#1 X Northern Light X El Niño X Ruderalis ]
- Big Bomb "Auto" (Bomb Seeds[27]) [ Big Bomb x Ruderalis ]
- Big Bud "Auto" (Sensi Seeds Bank[8])
- Big Buddha Cheese "Auto" (Big Buddha Seeds[28]) [ Original UK Cheese x Afghane ]
- Big Devil "Auto" (Sweet Seeds[1])
- Big Devil #2 "Auto" (Sweet Seeds[1]) [ évolution de la Big Devil "Auto" ]
- Big Devil XL (Sweet Seeds[1]) [ Big Devil #2 x Jack Herer "Auto" ]
- "Auto" Bio Diesel Mass (Advanced Seeds[18]) [ Auto Diesel x "Auto" Critical ]
- "Auto" Bio Lime (Biological Seeds[15]) [ Super Lemon Haze x Ruderalis ]
- Birrie Jack "Auto" (Amaranta Seeds[10])
- BlackBerry "Auto" (Fastbuds[29]) [ BlackBerry Kush x Cream Caramel "Auto" ]
- "Auto" BlackBerry Kush (Dutch Passion[30]) [ Original Blueberry x Haschisch Kush ]
- Black Cream "Auto" (Sweet Seeds[1]) [ Cream Caramel Original x Kush/Pakistanaise ]
- "Auto" Black Diesel (Advanced Seeds[18]) [ NYC Diesel x Black Widow x Ruderalis ]
- "Auto" Black Domina CBD (CBD Seeds[14])
- Black Haze "Auto" (Exotic Seed[31]) [(Sir Jack x Skunk "Auto") F6 x Pakistan Chitral Kush (F5)]
- Black Jack "Auto" (Sweet Seeds[1]) [ Jack Herer x S.A.D. Sweet Afghani Delicious "Auto" ]
- Black Lemon "Auto" (Exotic Seed[31]) [ Black Haze "Auto" x Skunk "Auto" ]
- Blackout Express "Auto" (Greenbud Seeds[9]) [ Thai x Skunk x C99 x Ruderalis ]
- Bloody Skunk "Auto" (Sweet Seeds[1]) [ Sweet Skunk "Auto" x Red Poison "Auto" ]
- Blow Mind "Auto" (Sweet Seeds[1]) [ Clone élite Amnesia Haze "Cordobesa" x S.A.D. Sweet Afgani Delicious "Auto" ]
- "Auto" Blue (Biological Seeds[15] Seeds) [ Blueberry x White Widow x Super Skunk x Ruderalis ]
- "Auto" Blue Ace CBD (Delicious Seeds[32]) [ Diva x Carmen "Auto" ]
- Blue Acid "Auto" (Kalashnikov Seeds[16]) [ AK-47 x Strawberry x Ruderalis ]
- "Auto" Blue Amnesia (Ministry of Cannabis[23]) [ Amnesia x  Blueberry x Ruderalis ]
- Blue Amnesia "Auto" (Amsterdam Genetics[33]) [ Blue Dream x Amnesia ]
- Blue Amnesia XXL "Auto" (Dinafem[21]) [ Original Amnesia "Auto" x Blueberry "Auto" ]
- Blue "Auto" Mazar (Dutch Passion[30]) [ "Auto" Blueberry x "Auto" Mazar ]
- "Auto" Blueberry (00 Seeds Bank[3]) [ Blueberry x "Auto" Indica ]
- "Auto" Blueberry (Dutch Passion[30]) [ Blueberry x Indica "Auto" ]
- Blueberry "Auto" (Zamnesia Seeds[11]) [ Blueberry x Ruderalis ]
- Blue Cheese "Auto" (Barney's Farm[34]) [ Blue Cheese x Ruderalis ]
- Blue Cheese "Auto" (Expert Seeds[20]) [ Blueberry "Auto" x Cheese "Auto" ]
- Blue Cheese "Auto" (Dinafem[21]) [ Cheese "Auto" x Blueberry "Auto" ]
- Blue Critical "Auto" (Dinafem[21]) [ Critical+ "Auto" x Blueberry "Auto" ]
- "Auto" Blue Diesel (Advanced Seeds[18]) [ "Auto" Biodiesel Mass x "Auto" Blueberry ]
- Blue Dream "Auto" (Humbold Seed organization[35]) [ Blue Dream x Ruderalis ]
- Blue Dream'matic (Fastbuds[29]) [ Blue Dream x Ruderalis ]
- Bluehell "Auto" (Medical Seeds[36]) [ Bluehell x "Auto" Medical Ruderalis ]
- Blue Kush "Auto" (Dinafem[21]) [ OG Kush "Auto" x Blueberry "Auto" ]
- Blue Mammoth "Auto" (Barney's Farm[34]) [ Blueberry Skunk x Lowryder #1 ]
- Blue Pearl "Auto" (Fantaseeds[37]) [ Blue Haze x Silver Pearl ]
- "Auto" Bomb (Bomb Seeds[27]) [ "Auto" Bomb#1 x Haze x Ruderalis ]
- "Auto" Brooklyn Sunrise (Dutch Passion[30]) [ Brooklyn x AK de l'état de New York ]
- Bruce Banner #3 "Auto" (Original Sensible Seeds[38]) [(Ghost OG x Strawberry Diesel) x "Auto" Ghost OG ]
- Bubba Cheese "Auto" (Humboldt Seed organization[35]) [ Bubba Kush x UK Cheese x Ruderalis ]
- Bubba Kush "Auto" (Dinafem[21]) [ Bubba Kush Pre’98 x White Widow "Auto" ]
- Bubba Kush "Auto (Humboldt Seed organization[35]) [ Bubba kush Pre'98 x Ruderalis ]
- "Auto" Bubble (Female Seeds[12]) [ Bubblegum x Ruderalis ]
- "Auto" Bubble Gum (00 Seeds Bank[3]) [ Bubble Gum x Ruderalis ]
- Bubblegum "Auto" (Keria Seeds[39])
- Buddha White Dwarf "Auto" (Buddha Seeds[40])
- Budmaker "Auto" (Greenbud Seeds[9]) [ Haze x Shiva Skunk x Northern Lights x Ruderalis ]
- C4 Matic (Fastbuds[29]) [ White Widow x Skunk x Big Bud ]
- Calamity Jane "Auto" (Buddha Seeds[40]) [ Magnum x Génétiques sélectionnées de Brothers Grimm Seeds ]
- "Auto" California Kush (00 Seeds Bank[3]) [ California x Kush Ruderalis ]
- Californian Snow (Fastbuds[29]) [ ancienne variété Californienne x Ruderalis canadienne ]
- Candy Kush "Auto" (Auto Seeds[2]) [ Sélection de Kush californiennes x "Auto" Pounder ]
- Caramel "Auto" (Zamnesia Seeds[11]) [ Sweet Caramel x Ruderalis ]
- Caramella "Auto" (Expert Seeds[20]) [ Cream Caramel "Auto" x Deimos ]
- Caramella "Auto" (Fantaseeds[37]) [ Caramella x Ruderalis ]
- CBD "Auto" Charlotte's Angel (Dutch Passion[30]) [ CBD Charlotte’s Angel x CBD "Auto" Compassion Lime ]
- CBD "Auto" Compassion Lime (Dutch Passion[30]) [ Daiquiri Lime x Compassion ]
- CBD Crack "Auto" (Fastbuds[29]) [ Green Crack x CBD "Auto" ]
- CBD Fix "Auto" (Zamnesia Seeds[11]) [ CBD rich clone x Northern Lights "Auto" ]
- CBD Lemon Portion "Auto" (Barney's Farm[34]) [ (BF) Lemon Kush x ()CBD Crew CBD Enriched x "Auto" ]
- CBD MedGom "Auto" (CBD Crew[41])
- CBD "Auto" White Widow (Dutch Passion[30]) [ "Auto" White Window x CBD Sweet and Sour Window de chez (CBD Crew) ]
- "Auto" CBG (CannaBioGen[42]) [ Destroyer x Ruderalis ]
- Cheese "Auto" (Expert Seeds[20]) [ Chesse x Lowryder ]
- Cheese "Auto" (Dinafem[21]) [ Critical+ x Cheese "Auto" ]
- Cheese Candy "Auto" (Delicious Seeds[32])
- "Auto" Cheese Berry (00 Seeds Bank[3]) [ Cheese x Blueberry x Ruderalis ]
- Cheese XXL "Auto" (Dinafem[21]) [ Clone élite Exodus Cheese x Cheese "Auto" ]
- "Auto" Chemdog (Auto Seeds[2]) [ "Auto" #1 x Chemdog Originale ]
- Cherry Bomb "Auto" (Bomb Seeds[27]) [ Cherry Bomb x Ruderalis ]
- Cherry Bud "Auto" (Zamnesia Seeds[11]) [ Blueberry "Auto" x Cheese "Auto" ]
- "Auto" Chingon (Biohazard Seeds[5]) [ "Auto" Somachigun x "Auto" Deimos ]
- "Auto" Chocolate Skunk (00 Seeds Bank[3]) [ Chocolate Skunk x Ruderalis ]
- Chronic Ryder (Joint Doctor Direct "Lowryder Seeds"[43])
- "Auto" Cinderella Jack (Dutch Passion[30] et Buddha Seeds) [ (Cinderella 99 x Jack Herer) x lignée Magnum ]
- "Auto" Colorado Cookies (Dutch Passion[30]) [ "Auto" Blueberry Original x Girl Scout Cookie du Colorado ]
- Cookies "Auto" (Dinafem[21]) [ Girl Scout Cookies x OG Kush "Auto" ]
- Cookies "Auto" (LaMota Seeds[44]) [ Girl Scout Cookies x Girl Scout Cookies "Auto" ]
- Cotton Bud (Zamnesia Seeds[11]) [ White Indica x Ruderalis ]
- Cotton Kush (Genofarm[25]) [ AK-47 XX1 "Auto" x Kush "Auto" ]
- Cream Caramel "Auto" (Sweet Seeds[1]) [ Cream Caramel x Sélection "Auto" ]
- Cream Cookies "Auto" (Fastbuds[29]) [ Lignée Girl Scout Cookies x Ruderalis ]
- Cream Mandarine "Auto" (Sweet Seeds[1]) [ phénotype Cream Caramel "Auto" x clone élite Ice Cool ]
- Cream Mandarine XL "Auto" (Sweet Seeds[1]) [ Cream Mandarine "Auto" x clone élite Super Tai'98 ]
- "Auto" Critical (Biological Seeds[15]) (Zamnesia Seeds)
- Critical + 2.0 "Auto" (Dinafem[21]) [ Critical/Ruderalis x Critical +]
- Critical + "Auto" (Dinafem[21]) [ Critical+ x Roadrunner "Auto" ]
- Critical Ak "Auto" (Expert Seeds) [ "Auto" Critical x Ak-47 "Auto" ]
- Critical Blue "Auto" (Expert Seeds) [ Blueberry "Auto" x Genetic Critical "Auto" ]
- "Auto" Critical CBD (CBD Seeds)
- Critical Cheese "Auto" (Dinafem[21]) [ Critical+ "Auto" x Cheese "Auto" ]
- Critical Cheese "Auto" (Zamnesia Seeds) [ Critical x Cheese x Ruderalis ]
- Critical Herer "Auto" (Ketama seeds[45])
- Critical Jack "Auto" (Dinafem[21]) [ Critical + 2.0 x Haze 2.0 "Auto" ]
- Critical Jack Herer "Auto" (Delicious Seeds[32]) [ Critical Mass "Auto" x Jack Herer "Auto" ]
- Critical Kush "Auto" (Barney's Farm) [ Critical Kush x Advanced Autoflowering Strain ]
- Critical Neville Haze "Auto" (Delicious Seeds[32]) [ Critical Mass "Auto" x Neville Haze "Auto" ]
- "Auto" Critical Orange Punch (Dutch Passion[30]) [ Grandaddy Purps x Orange Bud "Désignée Orange Punch" x Kritikal Bilbo ]
- Critical Rapido "Critical Kush" "Auto" (Barney's Farm) [ Critical Mass x Ruderalis ]
- "Auto" Critical Soma (Advanced Seeds) [ "Auto" Somango x "Auto" Critical +]
- Critical x Ak47 "Auto" (Biological Seeds) [ "Auto" Critical x Ak47 ]
- Crypto "Auto" (LaMota Seeds) [ Haze x OG kush x Diesel x Lemon thai x Ruderalis ]
- Crystal Candy "Auto" (Sweet Seeds[1]) [ Crysal Candy x Sweet Special "Auto" ]
- Crystal Meth "Auto" (Fastbuds) [ Mexicaine x Trainwreck x Hawaii x Ruderalis ]
- "Auto" Daiquiri Lime (Dutch Passion[30]) [ Orange Californie x Sour Diesel (USA) ]
- Damnesia "Auto" (Strain Hunters Seeds Bank[46])
- Dark Devil "Auto" (Sweet Seeds) [ Big Devil XL "Auto" x Ruderalis pourpre de la région de Chitral (Hindu Kush Pakistanais)]
- "Auto" Dark Purple (Delicious Seeds[32]) [ OG Kush X Purple Kush "Auto" ]
- Dark Rose "Auto" CBD (Elite Seeds[47]) [ Kush Rose "Auto" CBD x Afghan Rose "Auto" CBD ]
- Deimos "Auto" (Buddha Seeds) [ Northern Lights x Ruderalis ]
- Delicious Candy "Auto" (Delicious Seeds) [ Cheese "Auto" x Caramelo "Auto" ]
- Devil Cream "Auto" (Sweet Seeds[1]) [ Dark Devil "Auto" x Black Cream "Auto" ]
- "Auto" Desfrán (Dutch Passion[30]) [ Desfrán x "Auto" Daiquiri Lime ]
- Diamond Quenn Kush (KC Brains[48])
- "Auto" Diesel (G13 Labs) [ N.Y.C Diesel x Ruderalis ]
- Diesel "Auto" (Zamnesia Seeds[11]) [ Diesel x Ruderalis ]
- Diesel Berry (Auto Seeds) [ Berry Rider x Nyc Diesel ]
- "Auto" Diesel CBD (CBD Seeds)
- Diesel Ryder (Joint Doctor Direct "Lowryder Seeds")
- Dinamed Kush CBD "Auto" (Dinafem[21]) [ Purple Kush x Dinamed CBD "Auto" ]
- Dinamex "Auto" (Dinafem[21]) [ Dinamex x Haze 2.0 "Auto" ]
- Do Si Dos "Auto" (Fastbuds)
- Do-Si-Dos Cake "Auto" (LaMota Seeds) [ Do-Si-Dos x Cookies "Auto" ]
- Dreamberry (Auto Seeds[2]) [ Blue Dream x Berry Ryder ]
- Dr Greenthumb's Dedoverde Haze "Auto" (Humboldt Seed organization) [ Haze "Auto" x Dedoverde ]
- "Auto" Duck (Dutch Passion[30]) [ Frisian Duck x "Auto" White Widow ]
- "Auto" Durban Poison (Dutch Passion)
- Early Skunk "Auto" (Sensi Seeds Bank[8])
- "Auto" Easy Bud (Amaranta Seeds)
- Easy Ryder "Auto" (Joint Doctor Direct "Lowryder Seeds")
- "Auto" El Fuego (DNA Genetics) [ El Fuego x Ruderalis ]
- Elite 47 "Auto" (Elite Seeds) [ Blueberry x Blue Heaven x Ruderalis ]
- Ese T Bilbo "Auto" (Genehtik) [ Sweet Tooth x Ruderalis ]
- "Auto" Euforia (Dutch Passion[30]) [ Original Euforia x Skunk "Auto" ]
- Exodus Cheese (Green House Seeds[22]) [ Exodus Cheese x Ruderalis ]
- Exodus Cheese CBD (Green House Seeds[22]) [ Exodus Cheese x Ruderalis x CBD ]
- Expert Gorilla "Auto" (Expert Seeds) [ Gorilla Glue #4 x ?]
- Explode "Auto" (Greenbud Seeds) [ Mazar-I-Sharif x Skunk #1 x Ruderalis Indica ]
- Extreme Impact "Auto" (Heavyweight Seeds) [ Mazar "Auto" x Fast & Vast "Auto" ]
- Farm Cheese "Auto" (Genofarm)  [ clone UK Chesse x ??]
- Fast & Vast "Auto" (Heavyweight Seeds) [ Afghani "Auto" x Skunk "Auto" x White Dwarf ]
- Fastberry (Fastbuds) [ Liguée Bleuberry USA x Ruderalis Canadienne ]
- Fast Bud "Auto" (Sweet Seeds) [ Diesel x ??]
- Fast Bud #2 "Auto" (Sweet Seeds) [ Fast Bud "Auto" améliorée ]
- Fraggle Skunk "Auto" (Philosopher Seeds[49]) [ Super Skunk x LowRyder ]
- "Auto" Frisian Dew (Dutch Passion[30]) [ phénotype Purple Frisian Dew x ? ]
- Fruit "Auto" (dinafem[21]) [ Lowryder#1 x Dinafem#1 x Sweet Deep Grapefruit ]
- Fruit Punch "Auto" (Heavyweight Seeds) [ Skunk x Haze x Ruderalis ]
- Fully Loaded "Auto" (Heavyweight Seeds) [ Super Skunk "Auto" x Wipeout Express "Auto" ]
- G14 (Fastbuds[29]) [ Lowryder#1 x G13 Hash Plant ]
- Gelato "Auto" (Fastbuds[29])
- GG #4 (Expert Seeds)  [ Sélection de Gorilla Glue "Auto" ]
- "Auto" Gigabud (G13 Labs) [ Hybride Indica x Ruderalis ]
- Ginger Punch "Auto" (Kannabia) [ Ginger-Ale x Ruderalis ]
- Girl Scout Cookies (Auto Seeds[2]) (Zamnesia Seeds)
- Girl Scout Cookies "Auto" (Fastbuds) [ Durban Poison x West Coast OG x Ruderalis ]
- Glueberry "Auto" (Expert Seeds) [ Blueberry x Gorrila Glue #4 ]
- "Auto" Glueberry O.G. (Dutch Passion[30]) [(Gorrila Glue x O.G) x Original "Auto" Blueberry ]
- Glue Gelato "Auto" (Barney's Farm) [ Gorilla Glue x Gelato x "Auto" ]
- Gnomo "Auto" (Kannabia[24]) [ Blue Monster x Ruderalis ]
- Goliat "Auto" (Elite Seeds) [ Bestial Skunk x Ruderalis ]
- Gorilla "Auto" (Dinafem[21]) [ Gorilla x OG Kush "Auto" ]
- Gorilla Glue (Auto Seeds) [ Gorilla Glue x "Auto" #1 ]
- Gorilla Glue "Auto" (Fastbuds[29]) [ Gorilla Glue x Rudéralis ]
- Gorilla Glue "Auto" (Zamnesia Seeds[11]) [ Gorilla x Cookies x Ruderalis ]
- Goxuak (Genehtik) [ Hybride AK- 47 x "Auto" ]
- "Auto" G Power Cheese (Amaranta Seeds)
- Grapefruit matic (Fastbuds[29]) [ Clone de Grapefruit x Ruderalis ]
- Green Crack "Auto" (Fastbuds[29]) [ Green Crack x Ruderalis ]
- Green Gummy "Auto" (Exotic Seeds) [ Green Gummy x (American Indica x Skunk "Auto")F4 ]
- Green-O-Matic (Green House Seeds[22]) [ Ruderalis x Moroccan x White Dwarf x Lowryder #1 ]
- Green Poison "Auto" (Sweet Seeds[1]) [ Clone élite Green Poison x Big Devil #2 ]
- Green Poison XL "Auto" (Sweet Seeds[1]) [ Green Poison "Auto" améliorée ]
- Guillotine "Auto" (French Touch Seeds) { N.Y.C Diesel x Ruderalis ]
- Haze 2.0 "Auto" (Dinafem[21]) [ Haze "Auto" x Jack Herer ]
- Haze Gom (Grass-O-Matic[13]) [ Super Silver Haze x Lowryder #2 ]
- Haze XXL "Auto" (Dinafem[21]) [ Jack Herer x Haze 2.0 "Auto" ]
- "Auto" Heavy Bud (Advanced Seeds) [ Skunk Red Hair x Indica "Auto" ]
- HG Cheese (Fantaseeds)
- HG Cheese  2 (Fantaseeds)
- High Density "Auto" (Heavyweight Seeds) [ Big Bud "Auto" x White Dwarf "Auto" ]
- "Auto" High Priority (710 Genetics) [ High Priority x Ruderalis ]
- Hijack "Auto" (Auto Seeds) [ Jach Herer x Ruderalis x AK-47 ]
- Hindu Kush "Auto" (Sensi Seeds Bank[8])
- Homegrown Lowryder (Fantaseeds) [ Williams Wonder x Northern Lights x Ruderalis ]
- Homegrown Lowryder 2 (Fantaseeds)
- Honey Peach "Auto" CBD (Sweet Seeds) [ "Auto" sélectionnées x CBD ]
- Ice Cool "Auto" (Sweet Seeds) [ clone élite Ice Cool x Fast Bud #2 "Auto" ]
- IL Diavolo (Delicious Seeds[32]) [ Critical Mass x Low Ryder ]
- Jack 47 "Auto" (Sweet Seeds[1]) [ Jack Herer "Auto" x clone élite AK-47 ]
- Jack 47 XL "Auto" (Sweet Seeds) [ Jack 47 "Auto" améliorée ]
- Jack Herer "Auto" (Advanced Seeds)
- Jack Herer "Auto" (Green House Seeds[22]) (Zamnesia Seeds) [ Jack Herer x Ruderalis ]
- Jackpot "Auto" (Heavyweight Seeds) [ Jack Herer x 2 Fast & 2 Vast x Ruderalis ]
- Juicy Lucy (Auto Seeds) [ Cheese x Ruderalis ]
- Jungle Fever "Auto" (Exotic Seed) [ Thai x Russian "Auto" ]
- Kalashnikova "Auto" (Green House Seeds[22]) [ Kalashnikova x Green-O-Matic ]
- Kannabia Hobbit "Auto" (Kannabia)
- "Auto" Kaya 47 (Advanced Seeds) [ Kaya 47 x Auto ]
- K.C. 48 "Auto" (KC Brains[48]) [ Northern Lights Special x K.C. 45 ]
- K.C. 51 "Auto" (KC Brains) [ K.C. 33 x Bahia Black Head ]
- Kickass "Auto" (Kannabia) [ Skunk x Ruderalis ]
- Killer Kush "Auto" (Sweet Seeds) [ OG Kush x Ruderalis ]
- "Auto" King Kong (Dr Underground[50]) [ King Kong x Ruderalis ]
- King's Kush "Auto" (Green House Seeds[22]) [ King's Kush x "Auto" de 3 -ème Génération ]
- King's Kush "Auto" CBD (Green House Seeds) [ King's Kush x Ruderalis x CBD ]
- "Auto" KO Haze (Amaranta Seeds)
- "Auto" Kratos (Biohazard Seeds) [ Deimos Auto x ?]
- Kritic "70" "Auto" (Kannabia) [ Critical x Ruderalis ]
- Kritikal Bilbo "Auto" (Genehtik) [ Kritikal Bilbo x Ruderalis ]
- "Auto" Kush (Expert Seeds) [ Canadian Ruderalis x Kush ]
- "Auto" Kush (Female Seeds) [ Hindu Kush x Lowrider ]
- Kush Doctor (Auto Seeds) [ OG Kush x Ultra Lemon Haze x Berry Ryder ]
- Kush'N'Cheese "Auto" (Dinafem[21]) [ OG Kush x Cheese "Auto" ]
- La Bella Afrodita (Delicious Seeds[32]) [ IL Diavolo x AK-47 "Auto" ]
- La Blanca Max "Auto" (Kannabia) [ Great White Shark x Ruderalis ]
- La Diva (Delicious Seeds[32]) [ Lignée IL Diavolo x Original Blueberry ]
- L.A. Dog (LaMota Seeds) [ influence Diesel x ?]
- "Auto" Lady Bug (Biological Seeds) [ Lady Bug x Ruderalis ]
- La Musa (Delicious Seeds) [ Belladona x Alaska "Auto" ]
- La Rica "Auto" CBD (Elite Seeds) [ La Rica Clâsica CBD x Ruderalis ]
- "Auto" Lavender CBD (CBD Seeds)
- Lemon AK (Fastbuds) [ Lignée Ak-47 "Auto" ]
- Lemon Critical 2.0 "Auto" (LaMota Seeds)
- Lemon Haze "Auto" (Expert Seeds) [ Lemon "Auto" x Haze "Auto" ]
- Lemon Juice Express "Auto" (Humboldt Seed organization) [ Jack Herer x Haze "Auto" ]
- Lemon Pie "Auto" (Greenbud Seeds) [ Haze x Skunk #1 x Ruderalis Indica ]
- Lemon Sputnik "Auto" (KC Brains)
- "Auto" Lemon Zkittle (Dutch Passion) [ Zkittle x Las Vegas Lemon Skunk ]
- Llimonet Haze "Auto" CBD (Elite Seeds) [ Llimonet Clâsica THC x "Auto" CBD Rich Plant ]
- London Cheese 2.0 "Auto" (LaMota Seeds) [ bouture britannique Cheese x "Auto" Skunk ]
- Lost Coast Skunk "Auto" (Humboldt Seed organization) [ Lost Coast Skunk x Ruderalis ]
- "Auto" Low Girl (Advanced Seeds) [ Low Ryder x Indica ]
- Lowryder "Auto"
- Lowryder #2 (Joint Doctor Direct "Lowryder Seeds")
- Lowryder 2 "Auto" (Zamnesia Seeds) [ Lowryder x Ruderalis ]
- LSD-25 "Auto" (Fastbuds) [ L.S.D. x Ruderalis ]
- LSD "Auto" (Barney's Farm[34]) [ LSD x Super Magnum "Auto" ]
- Magnum "Auto (Buddha Seeds) [ Inconnu ]
- "Auto" Mary (Greenlabel[51])  [ Santa Maria x Ruderalis ]
- Massive Midget "Auto" (Heavyweight Seeds) [ Afghani + Nepalese "Auto" x Hawaiian + Jamaican "Auto" ]
- Master Kush "Auto" (White Label)
- Malana Bomb "Auto" (Barney's Farm) [ Malana Charas Plant x Lowryder #1 ]
- "Auto" Malawi x Northern Lights (Ace Seeds[52])
- Mango Cream "Auto" (Exotic Seed) [ Mango Cream x (Blueberry x New York City Diesel "Auto")]
- "Auto" Mass (Grass-O-Matic) [ Critical Mass x Ruderalis ]
- Mataro Blue Max "Auto" (Kannabia) [ Bleuberry x Black Domina x ?? x Ruderalis ]
- "Auto" Maxi (Biological Seeds) [ Critical "Auto" x AK-47 "Auto" ]
- Maxi Gom (Grass-O-Matic) [ AK-47 x Critical+ "Auto" ]
- Maxi Haze (Grass-O-Matic) [ Super Silver Haze x "Auto" AK ]
- "Auto" Mazar (Dutch Passion) [ Mazar Original x Indica "Auto" ]
- "Auto" Mazar (Expert Seeds)  [ Mazar x Ruderalis/Indica ]
- Med Gom 1.0 (Grass-O-Matic et CBD Crew) [ inconnu ]
- Medikit "Auto" (Buddha Seed) [ Midikit x Ruderalis ]
- "Auto" Melon Gum (Dr Underground) [ Bubble-gum x Lavender x Ruderalis ]
- Mexican Airlines "Auto" (Fastbuds[29]) [ Mexican Sativa x Colombian x Rudéralis ]
- Mig-29 (Auto Seeds) [ G 13 Haze x Ruderalis ]
- Mikromachine "Auto" (Kannabia) [ Northern Lights x (AK-47 x Critical) x Ruderalis ]
- Moby Dick "Auto" (Dinafem[21]) [ Haze "Auto" x White Widow "Auto" ]
- Moby Dick XXL "Auto" (Dinafem[21]) [ White Widow XXL "Auto" x Haze XXL "Auto" ]
- Mohan Ram "Auto" (Sweet Seeds) [ White Widow "Auto" x S.A.D Sweet Afghani Delicious "Auto" ]
- Monster Dwarf "Auto" (Zamnesia Seeds) [ Skunk x sélection "Auto" ]
- Monster Mash "Auto" (Exotic Seed) [ Kush x Black Domina x "Auto" Skunk ]
- Moscow Blueberry "Auto" (Kalashnikov Seeds) [ Moscow Blueberry x Ruderalis ]
- Mota CBD Rich "Auto" (LaMota Seeds)
- Mystery Kush "Auto" (Mystery Seeds[53]) [ (Blueberry x OG Kush) x Ruderalis ]
- Nevil Bilbo "Auto" (Genehtik) [ Neville's Haze x Northern Lights "Auto" ]
- New York Diesel "Auto" (Expert Seeds)
- "Auto" Night Queen (Dutch Passion) [ Afghani Night Queen Original x Afghan Mazar-i-Sharif hybride "Auto" ]
- No Name "Auto" (Medical Seeds) [ No Name x "Auto" Medical Ruderalis ]
- "Auto" Northern CBD (CBD Seeds)
- Northern Express (Fastbuds[29]) [ Northern Light x Ruderalis ]
- Northern Lights 2 "Auto" (Fantaseeds)
- Northern Lights "Auto" (00 Seeds Bank) (Fantaseeds) (Sensi Seeds Bank) (White Label), etc.
- Northern Lights "Auto" (Green House Seeds[22]) [ Northern Light x Green-O-Matic ]
- Northern Lights Blue "Auto" (Delicious Seeds[32]) [ Northern Light Blue "Auto" x Blueberry "Auto" ]
- Northern Lights x Big Bud "Auto" (Expert Seeds) [ Big Bud x Canadian Ruderalis x Northern Lights ]
- Northern Russian "Auto" (Kalashnikov Seeds) [ Northern Lights x White Russian x Ruderalis ]
- Nyc Diesel "Auto" (Avanced Seeds) [ Sativa Mexicaine x Indica Afghane ]
- Nyc Diesel "Auto" (Barney's Farm[34]) [ NYC Diesel x "Auto" ]
- OGesus "Auto" (Expert Seeds) [ OG Kush x White Dwarf ]
- OG Kush "Auto" (Humboldt Seed organization) [ OG Kush x Ruderalis ]
- OG Kush "Auto" (Dinafem[21]) [ OG Kush x Haze 2.0 "Auto" ]
- Ogre (Joint Doctor Direct "Lowryder Seeds")
- Old School Skunk 2.0 "Auto" (LaMota Seeds)
- "Auto" Orange Bud (Dutch Passion) [ mâle "Auto" Daiquiri Lime x Original Orange Bud ]
- "Auto" Orange Bud CBD (CBD Seeds)
- Original Amnesia "Auto" (Dinafem[21]) [ Haze "Auto" x Original Amnesia ]
- Original Herer "Auto" (LaMota Seeds)
- Pineapple Express "Auto" (Barney's Farm) [ Pineapple Chunk x Super "Auto" ]
- Pineapple Express "Auto" (Fastbuds[29]) [ Skunk x Trainwreck x Hawaii x Ruderalis ]
- Pineapple Express "Auto" (G13 Labs)
- Pineapple Punch (Auto Seeds)
- Polar Express (Auto Seeds) [ Northerm Lights #5 x Kush x Lowryder ]
- Polar Express (Greenbud Seeds) [ Northern Light x Big Bud x Ruderalis ]
- PolarLight #3 (Dutch Passion) [ Dutch Haze x "Auto" dominance sativa ]
- "Auto" Pouder (Auto Seeds)  [ "Auto" #1 x Big Bud x Power Plant ]
- "Auto" Power (Biohazard Seeds) [ Northern Lights x Ruderalis/Indica ]
- "Auto" Power Haze (Amaranta Seeds)
- Power Skunk Max "Auto" (Kannabia)
- Pure Amnesia "Auto" (LaMota Seeds)
- Pure Power Plant "Auto" (White Label)
- Purple Bud "Auto" (White Label)
- Purple Cheeses (Auto Seeds) [ Purple # 1 x Blue Cheese x "Auto" #1 ]
- "Auto" Purple CousKush (Zamnesia Seeds) [ Purple Kush x Ruderalis ]
- "Auto" Purple Diesel (Advanced Seeds) [ "Auto" Blueberry x "Auto" Diesel ]
- Purplediol "Auto" CBD (Elite Seeds) [ Kush Rose "Auto" CBD x Afghan Rose CBD ]
- Purple Haze "Auto (Genofarm) [ ?? ]
- Purple Kush "Auto" (Buddha Seed) [ Indu Kush x purple x Ruderalis ]
- Purple Mazar "Auto" (Kalashnikov Seeds) [ Purple x Mazar x Ruderalis ]
- Purple Punch "Auto" (Barney's Farm[34]) [ Purple Punch x Barney's Farm "Auto" Critical ]
- Purple Punch "Auto" (Fastbuds[29])
- Purple Ryder (Joint Doctor Direct "Lowryder Seeds")
- Purple Stilton (Auto Seeds)
- "Auto" Purps (710 Genetics) [ Purps x Ruderalis ]
- Radical "Auto" (Absolute Cannabis Seeds) [ Chesse x Ruderalis ]
- Red Dwarf "Auto" (Buddha Seeds) [ White Dwarf x Skunk ]
- Red Poison "Auto" (Sweet Seeds) [ Green Poison x Purple Ruderalis ]
- "Auto" Reek's (Devil's Harvest[54]) [OG Reek'N x Rueralis ]
- Rhino Ryder "Auto" (Fastbuds[29]) [ Medicine Man x Ruderalis ]
- Russian "Auto" (Exotic Seed) [ (Ak-47 x Skunk "Auto") x (Ak-47 x Skunk "Auto") F6 ]
- S.A.D "Auto" "Sweet Afghani Delicious" (Sweet Seeds[1]) [ Black Domina'98 sélectionnée x "Auto" ]
- Sensi Skunk "Auto" (Sensi Seeds Bank[8])
- Sensi #34 "Auto" CBD (Sensi Seeds Reasearch[55]) [ Sensi "Auto" CBD ]
- Sensi #41 "Auto" CBD (Sensi Seeds Reasearch) [ Swiss Dream x Skunk #1 "Auto" ]
- Sensi #119 "Auto" (Sensi Seeds Reasearch) [ Blueberry x Skunk #1 "Auto" ]
- Sensi #219 "Auto" (Sensi Seeds Reasearch) [ Kush x Hindu Kush "Auto" ]
- Sfv Kush "Auto" (LaMota Seeds[44]) [ OG Kush x Ruderalis ]
- "Auto" Shark CBD (CBD Seeds)
- "Auto" Shellshock (710 Genetics) [ Amnesia Haze x Ruderalis ]
- Sir Jack "Auto" (Exotic Seed) [(Sir Jack x Skunk "Auto") F6 ]
- Shiva Skunk "Auto" (Sensi Seeds Bank) [ (Northern Lights #5 xSkunk #1) x Ruderalis ]
- Short & Sweet "Auto" (Heavyweight Seeds) [ AK x White Widow x Ruderalis ]
- Siberian Haze "Auto" (Kalashnikov Seeds) [ Siberian Haze x Ruderalis Russe ]
- Sin Tra Bajo (Barney's Farm[34]) [ Mazari x Lowryder #1 ]
- Six Shooter "Auto" (Fastbuds[29]) [ Chrystal Meth x Mexican Airlines ]
- "Auto" Skunk (Biological Seeds) (Strain Hunters)
- Skunk #1 "Auto" (Sensi Seeds Bank) [ Shunk #1 x Ruderalis ]
- Skunk #1 "Auto" (White Label[56])
- "Auto" Skunk 47 (Advanced Seeds[18]) [ Auto Critical Mass x "Auto" Kaya 47 ]
- "Auto" Skunk Mass (Advanced Seeds[18]) [ Critical Mass x Skunk #1 ]
- Skunky Monkey "Auto" (Heavyweight Seeds) [ Skunk x Northern Lights x Ruderalis ]
- Smoothie "Auto" (Fastbuds[29]) [ Somango x Blueberry ]
- Snow Ryder "Auto" (White Label)
- Snowstrom #2 (Dutch Passion) [ Orange Bud Femelle x Skunk Original ]
- Solodiol "Auto" CBD (Elite Seeds) [ Solodiol CBD x Ruderalis ]
- "Auto" Somachigun (Biohazard Seeds) [ Critical+ x AK-47 "Auto" ]
- "Auto" Somango (Advanced Seeds) [ Jack Herer x Big Skunk x Génétique "Auto" ]
- Sour Diesel "Auto" (Humboldt Seed organization) [ Sour Diesel#2 x Ruderalis ]
- Sour Diesel "Auto" (Dinafem[21]) [ Sour Diesel x Haze 2.0 "Auto" ]
- Space Mango "Auto" (KC Brains)
- "Auto" Speed Bud (Female Seeds) [ Early Misty x Ruderalis ]
- Speed Devil "Auto" (Sweet Seeds[1])
- Speed Devil #2 "Auto" (Sweet Seeds) [ Speed Devil "Auto" améliorée ]
- Speedy Boom "Auto" (Kannabia[24]) [ Kaboom x Ruderalis ]
- Speedy Gonzales "Auto" (Kannabia) [ Ak 47 x ?]
- Stardawg "Auto" (Fastbuds[29]) [ Chemdawg#4 x Tres Dawg x Ruderalis ]
- StarRyder (Dutch Passion et Joint Doctor Direct "Lowryder Seeds") [ Dutch Passion Isis x "Auto" dominance Indica ]
- Sticky Beast "Auto" (Zamnesia Seeds[11]) [ Bubble Gum x OG Kush x Critical "Auto" ]
- Sucker Punch (Auto Seeds[2]) [ Bubba Kush Pre'98 x Candy Kush ]
- Sugar Black Rose "Auto" (Delicious Seeds) [ Critical Mass "Auto" x Black Domina 98 "Auto" ]
- Sugar Gom (Grass-O-Matic) [ Brasilian Sativa x "Auto" AK ]
- Super Automatic Sativa (Big Buddha Seeds) [ Big Buddha Automatic x Super Silver Haze ]
- Super Bud "Auto" (Green House Seeds[22]) [ Super Bud x Ruderalis ]
- Super Critical "Auto" (Green House Seeds[22]) [ Big Bud x Skunk#1 x White Widow x Ruderalis ]
- Super Lemon Haze "Auto" (Green House Seeds[22]) [ Super Lemon Haze x Ruderalis ]
- Super Lemon Haze x Ruderalis (Biological Seeds)
- Super Skunk "Auto" (Sensi Seeds Bank)
- Super Skunk "Auto" (White Label)
- Sweet CBD "Auto" (Auto Seeds[2]) [ Pure CBD x "Auto" Pounder ]
- Sweet Cheese "Auto" (Sweet Seeds) [ Fast Bud #2 x clone élite Sweet Cheese ]
- Sweet Cheese XL "Auto" (Sweet Seeds) [ Sweet Cheese améliorée ]
- Sweet Cream "Auto" (Expert Seeds) [ Cream Mandarine "Auto" x Diesel ]
- "Auto" Sweet Critical (00 Seeds Bank[3]) [ Sweet Critical x Ruderalis ]
- "Auto" Sweet Dwarf (Advanced Seeds)
- Sweet Gelato "Auto" (Sweet Seeds[1]) [ (Sunset Sherbet x Girl Scout Cookies "Thin Mint") x Killer Kush "Auto" ]
- Sweet Mango "Auto" (Green House Seeds[22]) [ Mango x Big Bang "Auto" ]
- Sweet Nurse "Auto" CBD (Sweet Seeds[1])
- Sweet Pure "Auto" CBD (Sweet Seeds[1]) [ Lignée Diesel ]
- Sweet Skunk "Auto" (Sweet Seeds[1]) [ Critical Mass x clone élite Early Skunk ]
- "Auto" Sweet Soma (00 Seeds Bank[3]) [ Indica x Ruderalis ]
- Sweet Special "Auto" (Sweet Seeds[1]) [ clone élite Grapefruit et Hog x Cream Caramel "Auto" ]
- Sweet Tooth "Auto" (Barney's Farm[34]) [ Sweet Tooth x Ruderalis ]
- Sweet Trainwreck "Auto" (Sweet Seeds[1]) [ Clone élite Trainwreck x "Auto" ]
- Syrup "Auto" (Buddha Seeds) [ Sélection Indicas douces ]
- Taiga (Dutch Passion[30]) [ Power Plant x Ruderalis ]
- Taiga#2 (Dutch Passion) [ Taiga "Auto" x Power Plant ]
- Tangelo Rapido (Barney's Farm[34]) [ Tangerine 13 x Ruderalis ]
- Tangerine Dream "Auto" (Barney's Farm) [ Tangerine Dream x Autoflower #1 ]
- Tangie'matic (Fastbuds[29]) [ Tangie x Ruderalis ]
- Thai Fantasy Max "Auto" (Kannabia) [ Thai Fantasy x Ruderalis ]
- Thc Bomb "Auto" (Bomb Seeds) [ THC Bomb x "Auto" Bomb ]
- Think Big (Dutch Passion[30]) [ Think Different x ?]
- Think Different (Dutch Passion[30]) [ AK420 x "Auto" ]
- Thunder Haze "Auto" (Genofarm) [ Thunder Haze x Ruderalis ]
- "Auto" Top 69 (Advanced Seeds)
- Trans Siberian (Auto Seeds) [ White Russian x "Auto" #1 ]
- Triple A ou A.A.A. "Auto" (Exotic Seed) [Amnesia Haze x (Amnesia Haze xBlack Domina "Auto")]
- "Auto" Tugy D Diesel (Amaranta Seeds) [ New York City Diesel x Ruderalis ]
- Tundra #2 (Dutch Passion[30]) [ Passion#1 x ?]
- Turbo Bud "Auto" (Heavyweight Seeds) [ Brazilian "Auto" x Indian "Auto" x Afghani "Auto" ]
- UK Cheese "Auto" (Humboldt Seed organization) [ UK Cheese x Ruderalis ]
- "Auto" Ultimate (Dutch Passion) [ The Ultimate x "Auto" Mazar Original ]
- Ultra Lemon Haze (Auto Seeds) [ Lemon Haze x Sour Diesel x "Auto" #1 ]
- Vesta "Auto" (Buddha Seeds) [ Lignées Américaines x Lignées européennes ]
- Waist Deep "Auto" (Heavyweight Seeds) [ Chronic "Auto" x Turbo Bud "Auto" ]
- Walhala (Fantaseeds)
- West Coast O.G. "Auto" (Fastbuds) [ West Coast OG Cut x Ruderalis ]
- White Cheese "Auto" (Dinafem[21]) [ White Widow Auto x Cheese Auto ]
- White Diesel Haze (White Label)
- White Dwarf "Auto" (Buddha Seeds) [ 2 puissantes Indica x Ruderalis ]
- White Haze "Auto" (White Label) [ White Haze x Ruderalis ]
- White Russian "Auto" (Serious Seeds[57]) [ White Russian x Lowryder ]
- White Skunk "Auto" (White Label)
- "Auto" White Widow (00 Seeds Bank[3]) (Biological Seeds) (Dutch Passion) (White Label), etc.
- White Widow "Auto" CBD (Green House Seeds[22]) [ White Widow x Ruderalis x CBD ]
- White Widow "Auto" (Dinafem[21]) [ Critical+ "Auto" x White Widow ]
- White Widow "Auto" CBD (Dinafem[21]) [ White Widow XXL "Auto" x "Auto" CBD ]
- "Auto"  White Widow CBD (CBD Seeds[14])
- "Auto" White Widow x Big Bud (Female Seeds[12]) [ White Widow x Big Bud x Ruderalis ]
- White Widow XXL "Auto" (Dinafem[21])  [ Clone élite White Widow x White Widow "Auto" ]
- White Yoda "Auto" (Philosopher Seeds[49]) [ White Russian x Lowryder ]
- Wipeout Express "Auto" (Heavyweight Seeds[4]) [ Afghani "Auto" x Northern Lights "Auto" x White Widow "Auto" ]
- "Auto" Xtreme (Dutch Passion[30] et Dinafem[21]) [ Outlaw Amnesia x "Auto" ]
- "Auto" Yumbolt CBD (CBD Seeds[14])
- Zkittlez "Auto" (Fastbuds[29]) [ Zkittlez "Auto" x ? ]
- Zkittlez OG "Auto" (Barney's Farm[34]) [ Zkittlez x OG Kush x "Auto" ]
- Mamba Negra "Auto" (Pev Grow[58])  [ Tangie Dream x Skunk x Rudelaris ]

### Variétés naturelles
- Canadienne
- Crimée
- Hongroise (Pannonienne)
- Mongole
- Russe
- Tchèque

## Sativa

### Variétés améliorées
- Apple Pie
- Bambata (Tikiseedbank)
- B2B (Beuh de béton) [N-39 x Skunk]
- Big Mother Sativa
- Haze
- Honey Bee
- Kali Mist
- Koon Sucker
- Silver Haze
- Super Haze (Dutch Passion[30]) [Haze × Skunk]
- Super Silver Haze [(Northern Light × Haze) × (Skunk × Haze)]
- Silver Sage
- PG-13
- Québec Gold (THC haut) [Freezeland × M-39]
- Quebec Big Bud

### Variétés naturelles
- Alsacienne (variété utilisée pour le textile et l'isolation)[59]
- Brésilien (Manga Rosa, Santa Maria, Original Green)
- Blaisus
- Burmese.
- Cambodgien
- Caraïbéennes : Jamaïque, St-Vincent(Vinci), Dominique, Guadeloupe et Martinique (Fil rouge)
- Colombien (Colombian Punto Rojo, Santa Marta Colombian Gold, Colombian Mangobiche, Colombian Black, Amazonas, Blue Sky Blond, Colombian Chiba, Llanos Green, Colombian Red)
- Hawaien (Kauai Electric, Molokai Frost, Maui Wowie, Kona Gold, Hawaiian Blue, Leper Grass, Mad Jag, Mauna Loa, Puna Butter)
- Indien (Kerala Gold, Malana Cream, Garhwali Jungli, Garhwali Shiva, Kumaoni, Nanda Devi, Pahari Farmhouse, Parvati)
- Jahwi's Joy (Ghana)
- Jamaïquaine (Lambsbread, Jamaica Blue Mountain, Sugar bush, Jamaica Orange Hill)
- Japonais (Fijian)
- Laotien (Mekong High)
- Mexicain (Acapulco gold, Highland Oaxacan gold, Zacatecas Purple, Guerrero Gold, Guerrero Green, Michoacan Brown Spears, Nayarit Yellow, Popo Oro)
- Miami haze
- Népalais
- Nigérian
- Panaméen (Panama Red)
- Paraguayen
- Sud-Africain (Durban Poison, Swazi Gold, Swazi Red, Tanzanian Magic, Malawi Gold, Mulanje Gold, Angolese, Lesothan, Nigerian, Congo Pointe Noire, Ciskei, Zambia, Rooibaard, Kwazulu, Kilimandjaro)
- Thaï (Juicy Fruit Thai, Chocolate Thai)
- Vietnamien (Mekong High, Vietnam Black)
- Zamal (île de la Réunion : on compte de nombreuses sortes de Zamal, différentes qualités en créole Réunionnais : poivre, mangue, mangue carotte, sekopié, filament rouge...)[60]

## Hybrides
Les hybrides sont créés pour sélectionner certaines caractéristiques des lignées sativa ou indica. En modifiant le ratio sativa/indica, il est possible d'obtenir des hybrides pour un effet psychoactif particulier, un goût ou une croissance accélérée. 
Format de la liste : nom de la lignée (cultivateur) [lignée]

### Hybrides & lignées inconnues mixtes (50/50 Sativa-Indica)
- Alaskan thunderfuck
- Ambulance (303 Seeds[61]) [ pére Bio-Diesel x Mére Z 7 de (CBD Crew)]
- Black Dream (Eva Seeds[62]) [ Jamaican Dream x Black Domina ]
- Blue Velvet
- Bubblegum (Indiana)
- Blue Haze (Homegrown Fantaseeds) [Blueberry × Haze]
- Big Buddha Cheese
- Bugatti Og
- Buylman
- California White Tomogoh (Kangounia Zamal) [Super Silver Haze × Sour Diesel]
- Chronic
- Consequence Kush
- Ed Rosenthal Super Bud (Sensi Seeds)
- Fruity-Juice (Sensiseeds) [Golden Triangle Thai × Afghani]
- Full Moon
- Galerna (Baskaly[63]) [ Haze x somange ]
- Greece Coat
- Himalayan Gold
- Humboldt Select
- Irie (French Touch Seeds) [ Kasper Diesel x Juanita Sativa ]
- Jaffa cake(Cali Kush Farms[64]) [ Animal Cookies x Hasplant x Mandarina ]
- John Newsom × Skunk
- Kushage
- Lemon Bud (Green Label[51]) [ Skunk x Citral ]
- Northern Lights #2 [Hindu Kush × Northern Lights]
- Northern Lights #5 [ northern lights × thai) × northern lights](75% northern lights\ 25% thai)
- NYC Diesel (Soma Seeds[65]) [Sour Diesel × Afghani Hawaiian]
- Pakalolo
- Sweet Pink Grapefruit (Alpine Seeds[66]) [ Sweet Tooth Family ]
- Sweet-purple (Paradise seeds[67])
- Skunk Passion
- Skunk Red Hair
- Sour Romulan
- Silver Pearl (Sensi Seeds) [Early Pearl × Skunk #1 × Northern Lights]
- White Widow (Green House) [Brazilian × South Indian]
- Yumboldt (Sagarmatha) [Afghan × Himalaya]
- Miracle Alien Cookies (MAC) (Pev Grow[68])  [ MAC S1 (Alien Cookies x (Colombian x Starfighter)) ]

### Hybrides à dominante indica
- Afghan Hammer (Tikiseedbank) [Mazar × Afghani]
- Aurora Indica (Nirvana[69]) [Afghani × Northern Lights]
- BC Purple Star (BC Bud) [Purple Star (Holland) × BC Purple Indica]
- Big Bud (Sensi Seeds)
- Black Ghost OG (Original Sensible Seeds) [ Colorado Ghost OG x Black Domina ]
- Black Hog (Platinum Seeds[70]) [ Blackberry Kush x Hindu Kush x Kuztom OG ]
- Blueberry (DJ Short Seeds[71]) [(Oaxacan Gold × Chocolate Thai) × (Highland Thai × Afghani)]
- Blueberry Cookies (Dinafem) [ Blueberry x Girl Scout Cookies ]
- Blueberry F5 (DJ Short Seeds)
- Bubblicious (Nirvana)
- Buddha's Sister (Soma)
- CBD Hammer Shark (CBD Botanic[72]) [ Hammer Shark x CBD Strain ]
- Celtic Stone (Celtic Stone Seeds) [Stonehedge × Dixie Crystal]
- Ceres Kush (Ceres Seeds[73])
- Ceres Skunk (Ceres Seeds[73])
- Columbine (303 Seeds) [ pére Flo (DJ Short) x Northern lights # 5 ]
- Critical Mass (Mr Nice)
- Douce Nuit (French touch Seeds) [ Northern Lights x Hindu Kush ]
- Frencheese (French Touch Seeds) [ Super Skunk x Master Kush ]
- Fruity Thai (Ceres Seeds[73])
- Hawaiian Indica (Sensi Seeds)
- Hog (TH Seeds[74])
- Holland's Hope (Positronics[75])
- Lavender (Soma's Sacred Seeds[65]) [ Super skunk x Big Skunk Korean x Afghani x Hawaiian ]
- Lavender x OG Kush (Delicious Seeds) édition limitée 2019
- LSD (Barneys Farm) [Mazar x Skunk #1]
- Masterkush [Hindu Kush × Afghan × Skunk]
- MK Ultra (TH Seeds)
- Northern Berry (Peak Seeds, Hygro) [Northern Lights #5 × Blueberry]
- Northern Lights x Marmalate (Delicious Seeds) édition limitée 2019
- Northern Lights × Skunk (Ceres Seeds)
- OG Kush x White Widow (Delicious Seeds) édition limitée 2019
- Quick Gorilla (Dinafem) [ Gorilla x OG kush "Auto" ]
- Sensi Star (paradise Seeds)
- Shanti Devi (Tikiseedbank)
- Shulam (Tikiseedbank)
- Shiesel (Bonguru) [Shiva Shanti × Diesel]
- Shiva Skunk (Sensi Seeds)
- Snow White (Nirvana)
- Strawberry Blue (World of Seeds[76]) [ New Blue Line x Strawberry ]
- Sugar Babe (Paradise Seeds)
- Sugar Black Rose x Bubblegum (Delicious Seeds) édition limitée 2019
- Super Skunk (Sensi) [Skunk #1 × Afghani]
- Unknown Kush x Black Domina (Delicious Seeds) édition limitée 2019
- Unknown Kush x Bubba Kush (Delicious Seeds) édition limitée 2019
- Unknown Kush x Critical Mass (Delicious Seeds) édition limitée 2019
- Unknown Kush x Lavender (Delicious Seeds) édition limitée 2019
- White Rhino (Greenhouse Seeds) [White Widow × Afghani]
- White Indica (Ceres Seeds[73])
- White Smurf (Ceres Seeds[73])
- Zeï (Tikiseedbank) [mazar × shulam]

### Hybrides à dominante sativa
- Ace Silver Haze (Greenlabel[51]) [ Skunk x Northern Lights x Haze ]
- AK-47 ou Special-K (Serious Seeds) [Colombian × Mexican × Thai × Afghani] - seconde place à la Cannabis cup, 2003, catégorie indica cup
- Aladin (Dr Underground[50]) [Genio (Cut) x Original Diesel (Daywrecker Cut) AKA Headband] édition limitée 2019
- Amsterdam Mist (Flying Dutchmen[77]) [ Original Haze x Northern Lights ]
- Apollo 11 (Brothers Grimm seeds[78]) [ Genius (phénotype de Jack Herer) x Cinderella 99 male ]
- Banana Split (Crockett Family Farm[79]) [ Tangie x Banana Sherbet ]
- Bata Skunk ou Bata [Skunk #1 × Saint-Vincent "vinci"] variété développé aux Antilles française, surtout sur l'île de la Guadeloupe.
- Beyond the Brain (Mandala Seeds[80]) [ Columbian Sativa/Haze x Satori P1 ] édition limitée 2019
- Blue Dream [Blueberry x Haze]
- Blue Gelato 41 (Barney's Farm) [Blueberry x Thin Mint Girl Scout Cookies]
- California Orange ou "Cali-O" [Thai × (Afghani × Acapulco Gold)]
- Carnival
- Cinderella 99 ou "C99" (Mr. Soul) [Princess × Princess 88]
- Citrus Skunk [Skunk #1 × California Orange]
- Deedee (French Touch Seeds) [ lignée de Sour Diesel ]
- Early Pearl (Sensi Seeds[8]) [Jamaicain Pearl × Early Girl]
- Early Skunk (Sens Seeds[8]) [Skunk #1 × Early Pearl]
- Euforia (Dutch Passion) [Unknown Skunk × Unknown Skunk]
- FourWay (Sensi Seeds[8])
- Flo (Dj Short[71]) [Purple Thai × Afghani]
- Floater [Flo × Jacks Cleaner × Blueberry]
- Gamma Berry (Dark Horse Genetics[81]) [ Bruce Banner 5 x Strawberry Diesel ]
- Girl scout cookies
- Green Devil (tikiseedbank) [Bambata × Shulam]
- Hawaiian Skunk (Seedsman) [Hawaiian Indica × Skunk #1]
- Hempstar (Dutch Passion) [Skunk × Oasis × Haze]
- Hollands Hope
- Jack Herer(Sensi Seeds[8]) [Skunk #1 × Northern Lights #5 × Haze]
- Jock Horror
- KIkiriki (French Touch Seeds) [ lignée Jamaican Kiki]
- Lambsbread Skunk (Dutch Passion) [Jamaican Lambsbread × Skunk #1]
- Lemon Skunk (Jordan of the Island) [Citrus Skunk × Skunk #1]
- Lifesaver (BOG[82]) [Jack Cleaner × DJ Short's Blueberry × BogBubble]
- Life Star (BOG[82]) [Lifesaver × Sensi Star]
- Life Saver Diesel / L.S.D (BOG) [Lifesaver × NYC Diesel]
- Misty (Positronics) [White Widow × Snow White]
- Neon Super Skunk (Subcool) [Super Skunk × Black Russian]
- Neville's Haze [Thai × Colombian, with a 1/4 NL#5]
- New York City Diesel "Nyc Diesel"
- Oliginal Super Bull Shit (BS Seeds) F2 Bull × F3 Shit [Super Super Silver Haze × Afgani × Indica × Sativa Super Skunk × Real haze #3.5 × Super Haze × Original Haze + Purple Head × White Widow]
- Orange Crush [AE77 Cali-O × DJ Shorts Blueberry]
- Paranormal cookies (Lost River Seeds[83]) [ Forum Cookies x Ghost Glue ]
- Purple Skunk (Dutch Passion[30]) [Purple #1 × Early Skunk]
- Renaissnace (French Touch Seeds) [  pére KC36 x Juanita La Lagrimosa ]
- Royal Hawaiian (Reeferman Genetics (RMG[84])) [Hawaiian Indica × Hawaiian Sativa]
- Sativa Afghani Genetic Equilibrium ou SAGE (TH Seeds) [Big Sour Holy × Afghani]
- Sativa Des Rois (French Touch Seeds) [ sélection AK-47 ]
- Shaman (Dutch Passion) [30][Purple #1 × Skunk]
- Shiskaberry (Grand Cru Genetics) [85] [(Blueberry DJ Short x Afghani) x Rosetta Stone]
- Shiva Skunk (Sensi Seeds[8]) [Skunk #1 × Northern Lights #5]
- Skunk #1 (Sensi/ Skunky) [Afghani × Mexican × Colombian Gold]
- Skunk #5 (Effettoserra) [(Afghani × Acapulco Gold × Colombian Gold) × Dutch Skunk]
- Skunk Berry (Peak Seeds) [Skunk × Blueberry]
- Skunk Haze (Seedsman) [Skunk #1 × Original Haze]
- Skunk Kush (Sensi Seeds[8]) [Hindu Kush × Skunk #1]
- Strawberry Cough (Dutch Passion[30]) [Strawberry Fields × Haze]
- Super Silver Haze (Mr. Nice) [(Northern Lights #5 × N. Haze) × (Skunk #1 × N. Haze)]
- Super Silver Sour Diesel Haze (Reservoir) [Super Silver Haze × Sour Diesel]
- Turtle Power (Amsterdam Marijuana) [Purple Power × Early Girl]
- Ultra Skunk (Dutch Passion[30]) [Swiss Skunk × Skunk]
- GMO (Pev Grow) [86] [Chem D x Forum Cookies]

## Clones
Le clonage permet de reproduire une plante à l'identique. Certaines lignées ne sont transmises que par clonage pour conserver des propriétés strictement identiques au fil du temps. Ces clones se transmettent sous forme de bouture, ce qui rend très difficile leur commercialisation. Ils sont généralement transmis directement de cultivateur à cultivateur.
- 35 Day
- 84' University of Washington Hashplant
- 85' Oregon 4-way
- Accidental Haze
- Aeric 77 Cali-O
- Afgooey
- Albert Walker
- Aloha 98 WW
- Apollo 13
- Arcata Trainwreck
- Arcata Wreck
- Armenian Raspberry
- Artisan
- Asian Slore
- Backstage
- Banana / Bonanno / Bwananna
- BC Hash Plant
- Berks
- Big Blue Dump Truck
- Big Sur Holyweed
- Black Africa
- Black Death (Celtic Stone Seeds)
- Blackberry
- Blowfish
- Blue Moon
- Blue Mountain Jamacian
- Blue Dot
- Blueberry
- BR - 13
- Bubba Kush
- Bubba Kush mint
- Bullrider
- Caesar's "Salad"
- Cafe Girl
- California Big Bud
- California Dream
- Cali-O Sativa
- Catpiss
- Celtic Cross (Celtic Stone Seeds)
- Champagne
- Cheese
- Chem Dawg
- Chemo
- Cherry Bomb
- Slyder
- Coral Reef
- Corn
- Chocolate Thai
- Chocolate trip
- Kotton Kandy Kush
- Strawberry Cough #1
- Cuddlefish Hash Plant
- Dabney Blue
- Black Domina
- Diesel
- Dirty Diaper
- DOG
- Dogshit
- Dumpster
- Durban Thai Highflier
- Elvis
- Emerald Triangle
- Four Way
- Fuzzy Wuzzy
- G-13
- Garlic
- Gasolina
- Ginger Ale
- Genius
- Gilgarj
- GOD
- Golden Goat
- Golden haze
- Grandaddy Purple
- Grape Ape
- Grasshopper
- Gravity
- Green Crack
- Green Dot
- Green Dragon
- Green Pimp
- Grimm White Widow
- Hash Plant
- Hawaiian Webbed Indica
- Herijuana (ou Hero)
- High Octane
- Hogs Breath
- Holland's Hope
- HP13
- Humbolt snow
- Hurricane, The
- HydroKronic's Kreeper (Kronic Kreep)
- Jacki-O
- Jack's cleaner
- Jedi
- Jesus
- Killer Queen
- King's Kross (King Kush, King's Blend)
- Kong
- Kryptonite
- Kryptonite
- Krystal Spike
- Lemon Bomb
- Lemon G
- Lemonaid
- M-16/MI6
- M32
- Magic
- Manic
- Mass. Super Skunk
- Matanuska Thunderfuck
- Maui Waui
- Millies
- Mother Ship
- MSM’s Mr. Nice
- number 7
- Ninjica
- Norcal Cript
- OG Kush
- Old Blue
- Outback Jack
- Orange Friesland
- Orange Bud
- Orange warrior
- Oregon Funk
- Oregon Purple Thai
- Ortega
- P91
- Pacific's G-13
- Pacific NorthWest Big Bud
- Pez
- Pineapple Thai
- Pine Bud
- Pink Kush
- POG (Purple Kush × OG Kush)
- Poon Sauce
- Princess
- Pukeberry
- Purple
- Pure Kush
- Purple Haze
- Purple Indica
- Purple Kush
- Purple Urkle/urple
- Purple warrior
- Purps ou Mendocino Purple
- Rainbow Kush/Rainbow Sherbert
- Rene
- Romulan (Pine Pheno)
- Romulan (Grape Pheno)
- Salmon Creek Big Bud
- Schrom
- Sharon
- Skunk #2
- Socal Bubbleberry
- Socal G-13
- SoQuick's AK99
- Sour Kush
- Spirit of 76
- Squirt
- Stella Blue
- Strawberry Cough
- Strawberry Fields
- Strawberry Haze
- Superfruit
- Super Funk
- Sweet Skunk
- Sweetie
- Tarantula
- Tashenk
- Terminator
- Texada Timewarp (Twister)
- Trainwreck
- Trinity
- Ultraviolet
- UW
- Vision Thai
- West Coast Nice
- Wheel Chair
- White Monkey
- Witchcraft
- William's Wonder
- Yumboldt
- Zoo warrior

## Variétés non classifiées
- Amnesia
- Amnesia Special
- Aphrodite
- Arctic Sun
- B-52's
- Baby Shit Bricks
- Belter (BeAn)
- Big Blue
- Big Snow
- B's (ou Bilbo Baggins Bag of Buds)
- Bjorn (Celtic Stone F1 Male)
- Black Window
- Bluberry Kush (L.A. Specific)
- Blue Velvet
- Bubble Gum
- Buddha's Green
- Buddha's Little Sister
- C-4
- Camel Rider Kush 2k16
- Candlestick Kush
- cheese bx (queijo lies)
- Chuffa Puffz
- Dawgie Style
- DTC(ou Durban/Thai/Cinderella99)
- Euphoria
- Emerald Haze
- Freezland
- Ganja Pillar
- Garlic
- Grapefruit
- Grapefruit Cross
- Grapefruit Haze
- Green C
- Green Dot
- Green Dragon
- Green Pimp
- Hawaiian Goo
- In The Way
- Ingrid (Celtic Stone F1)
- Jamaican Gold
- J Kush
- Lemon Kush
- M-39
- Mango
- Medicine Man
- Mista Freeze
- Northern Lights #5
- Poopa
- Puna Budda
- Purple Frost
- Purple Passion
- Pussy Kush
- Quebec Big Bud
- Quebec gold
- Secret Sauce
- Shishkaberry
- Snow
- Stéphanie
- White Rusch salavaux 2010